# Gemeentelijke begraafplaats Woensel (de Oude Toren)

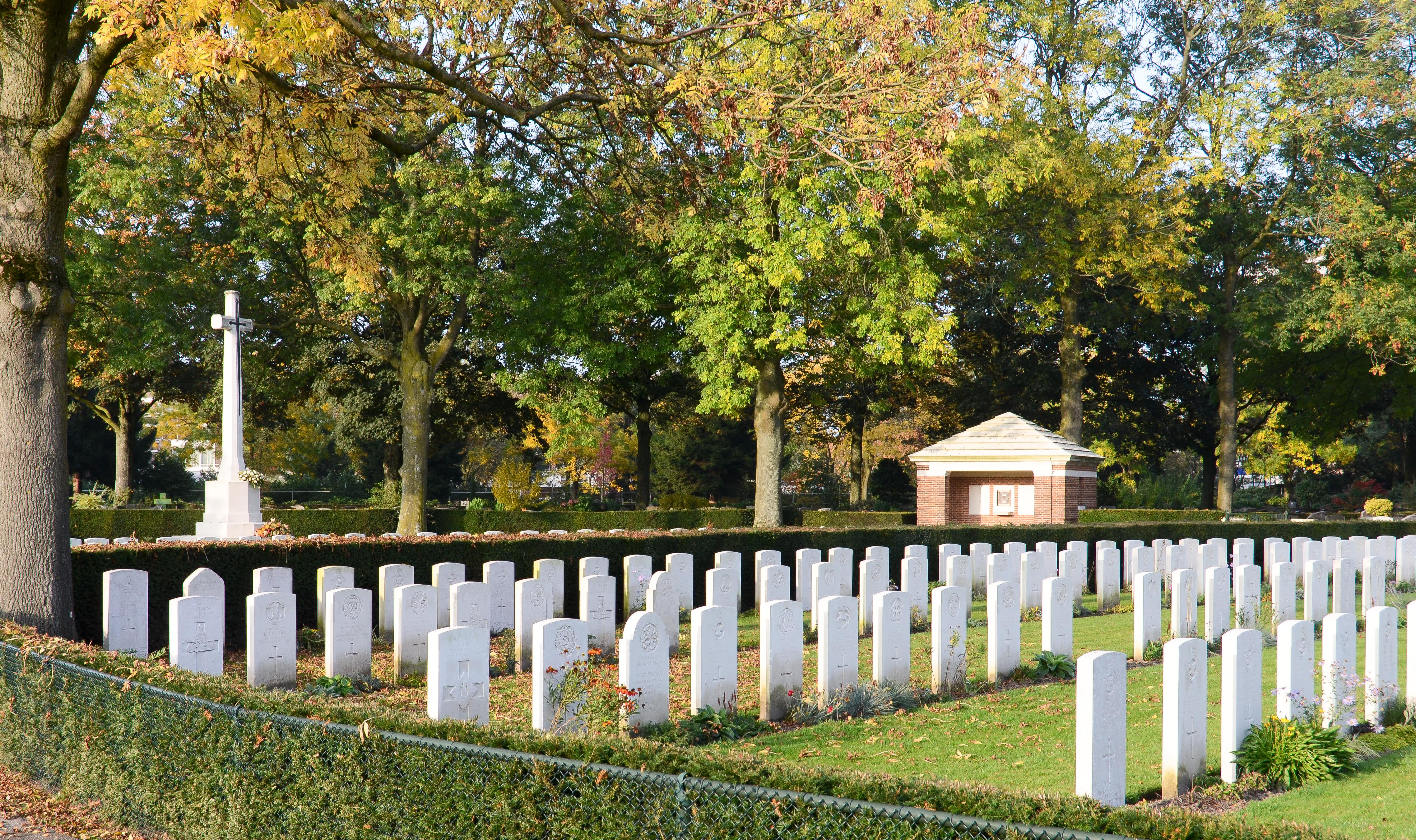
De oorlogsgraven van het Gemenebest

De Gemeentelijke begraafplaats Woensel (de Oude Toren) is een begraafplaats aan de Baffinlaan in stadsdeel Woensel in de Nederlandse gemeente Eindhoven.
De begraafplaats ligt bij de Oude Toren van de oude St. Petruskerk.

## Militaire graven

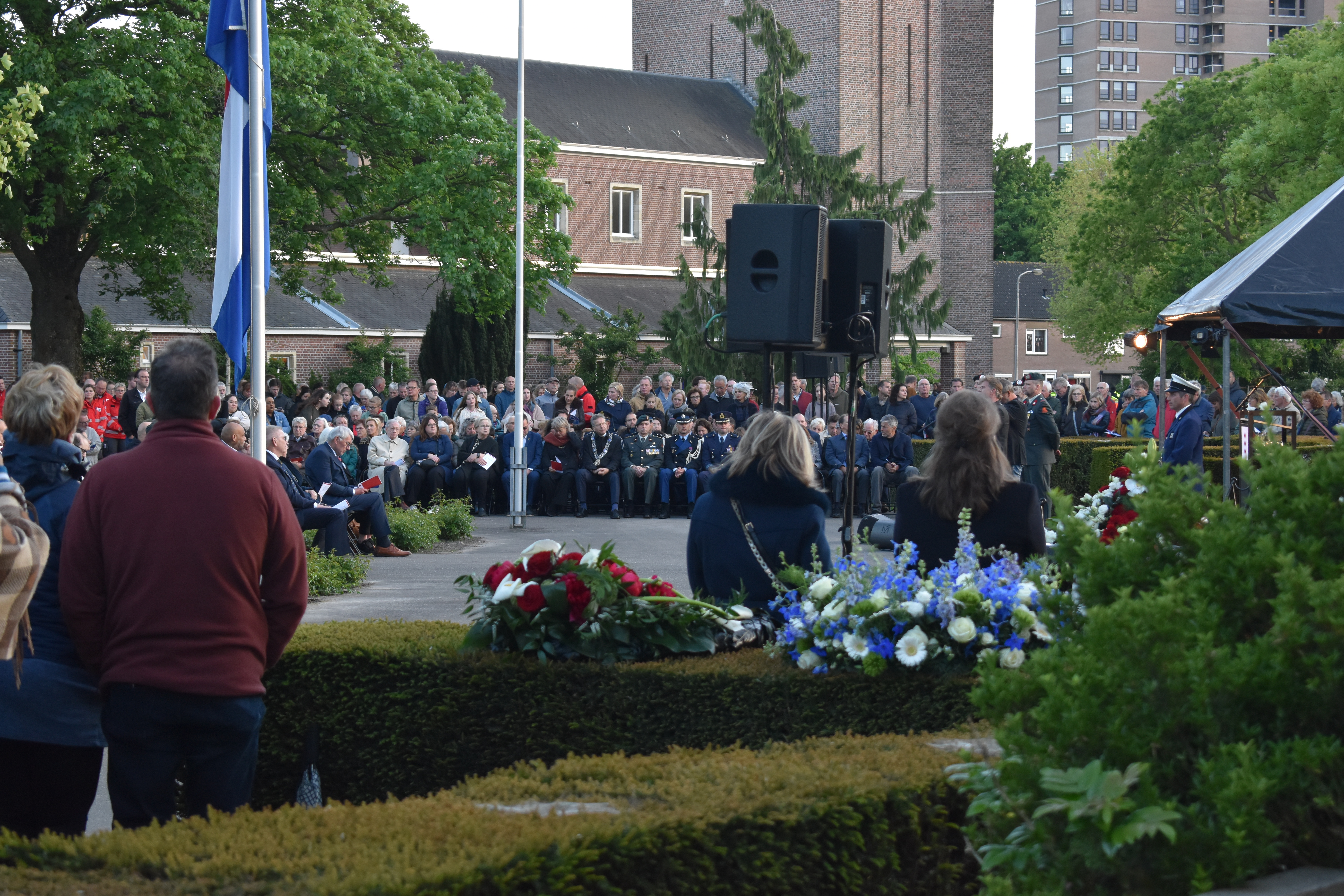
Traditiegetrouw vindt de Dodenherdenking in Eindhoven jaarlijks plaats op deze gemeentelijke begraafplaats

Een deel van de begraafplaats is in gebruik als militaire begraafplaats van het Gemenebest. 
Er liggen 686 doden begraven, vrijwel allen oorlogsslachtoffers van de Tweede Wereldoorlog.
Bijna vier/vijfde daarvan was onderdeel van de luchtmacht, en is gesneuveld bij luchtaanvallen tussen 1941 en 1944 boven dit deel van Nederland, of bij terugkeer uit Duitsland.
De hier begraven slachtoffers van de landmacht sneuvelden tussen september 1944 en mei 1945; zij zijn afkomstig uit twee Britse hospitaals (79th en 86th British General Hospitals) die in die periode in Eindhoven waren gevestigd. 
Van de begravenen is 570 Brits, 38 Australisch, 50 Canadees, 1 Zuid-Afrikaans, 4 Nederlands, 9 Nieuw-Zeelander en 14 Pools.
Op de begraafplaats staat een herdenkingskruis (Cross of Sacrifice) naar ontwerp van Sir Reginald Blomfield.
Het is uitgevoerd in natuursteen, en er is een bronzen zwaard op aangebracht.
De Commonwealth War Graves Commission is verantwoordelijk voor dit deel van de begraafplaats.

## Bekende personen

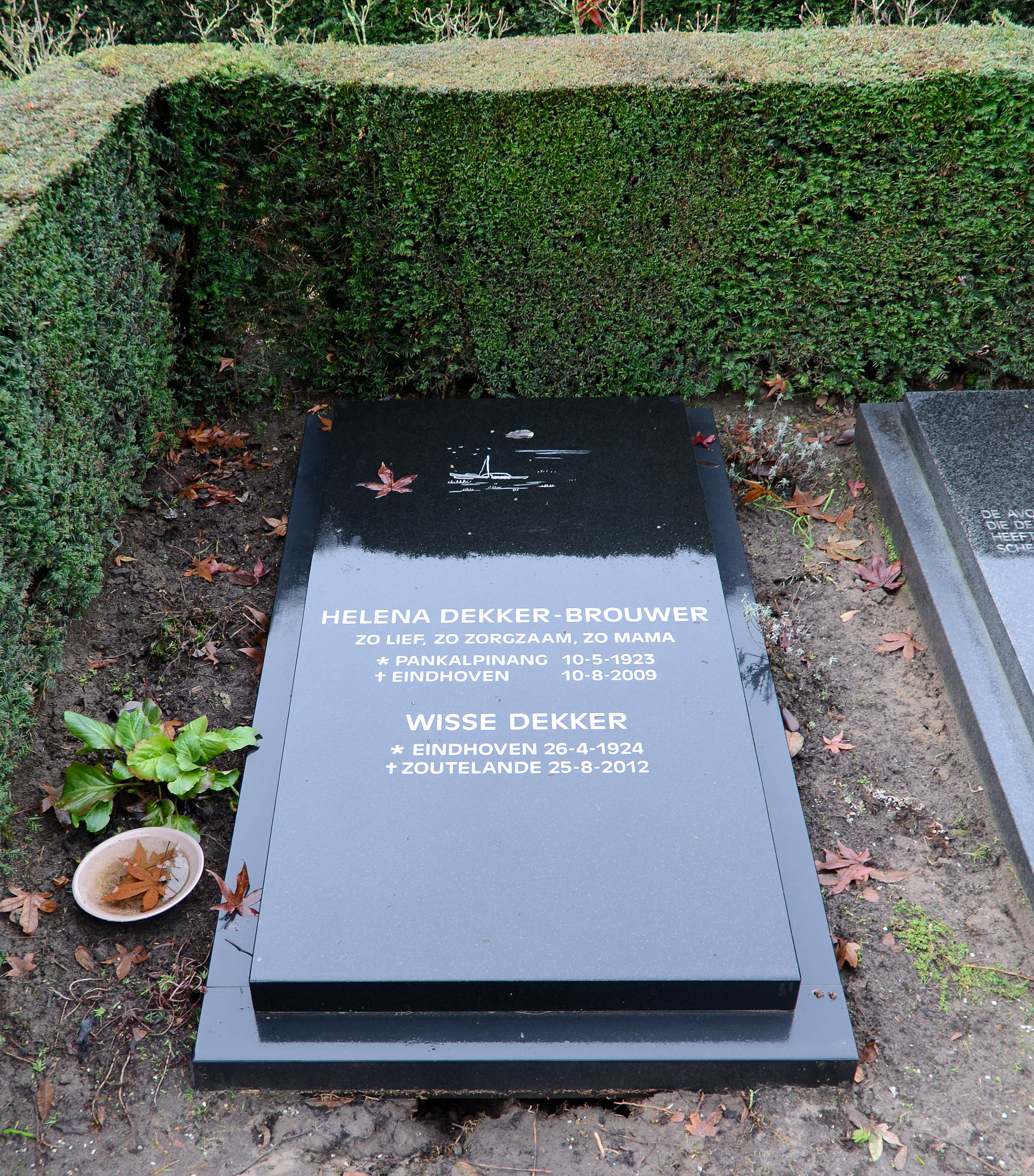
Wisse Dekker
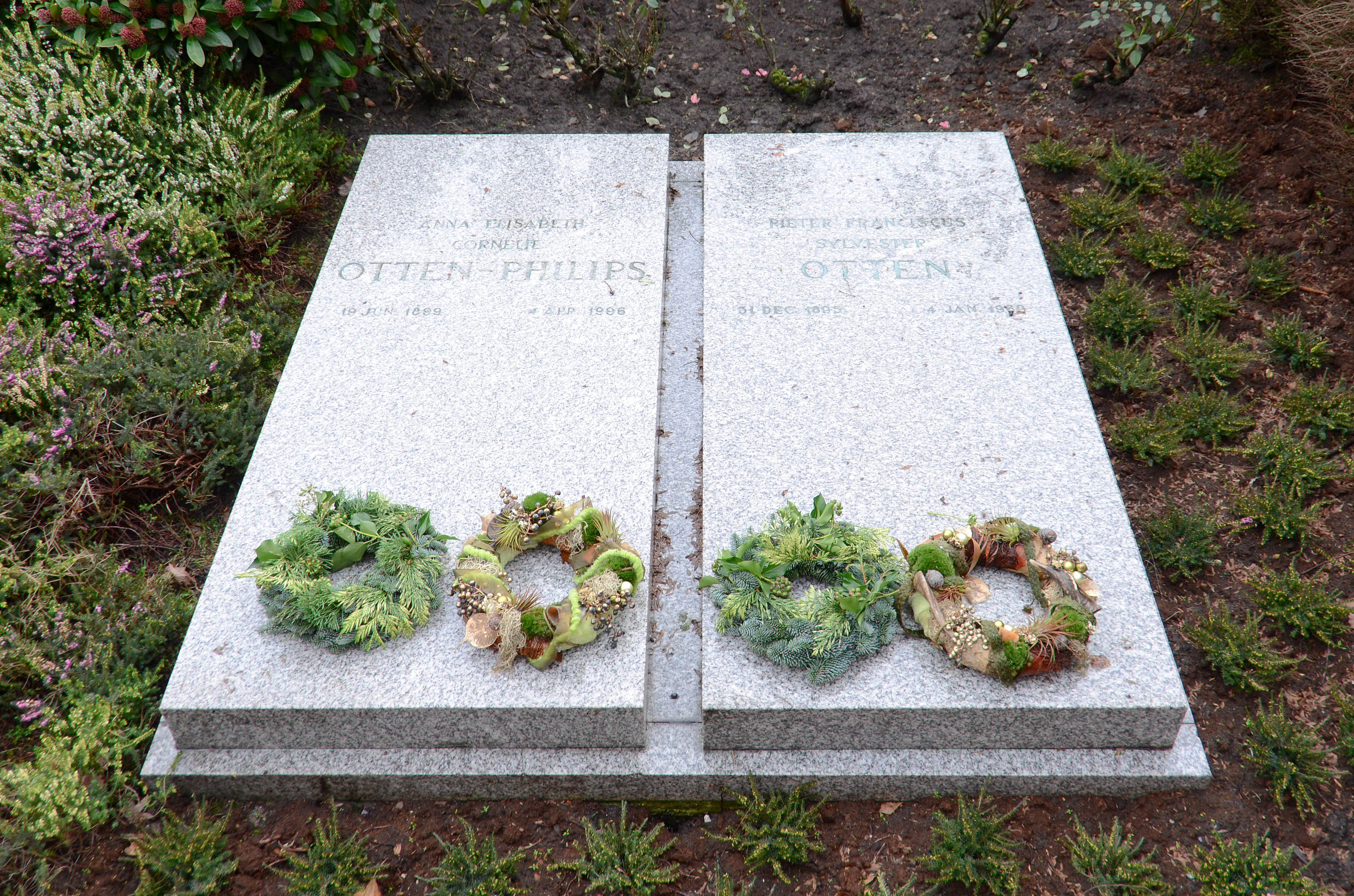
Frans Otten
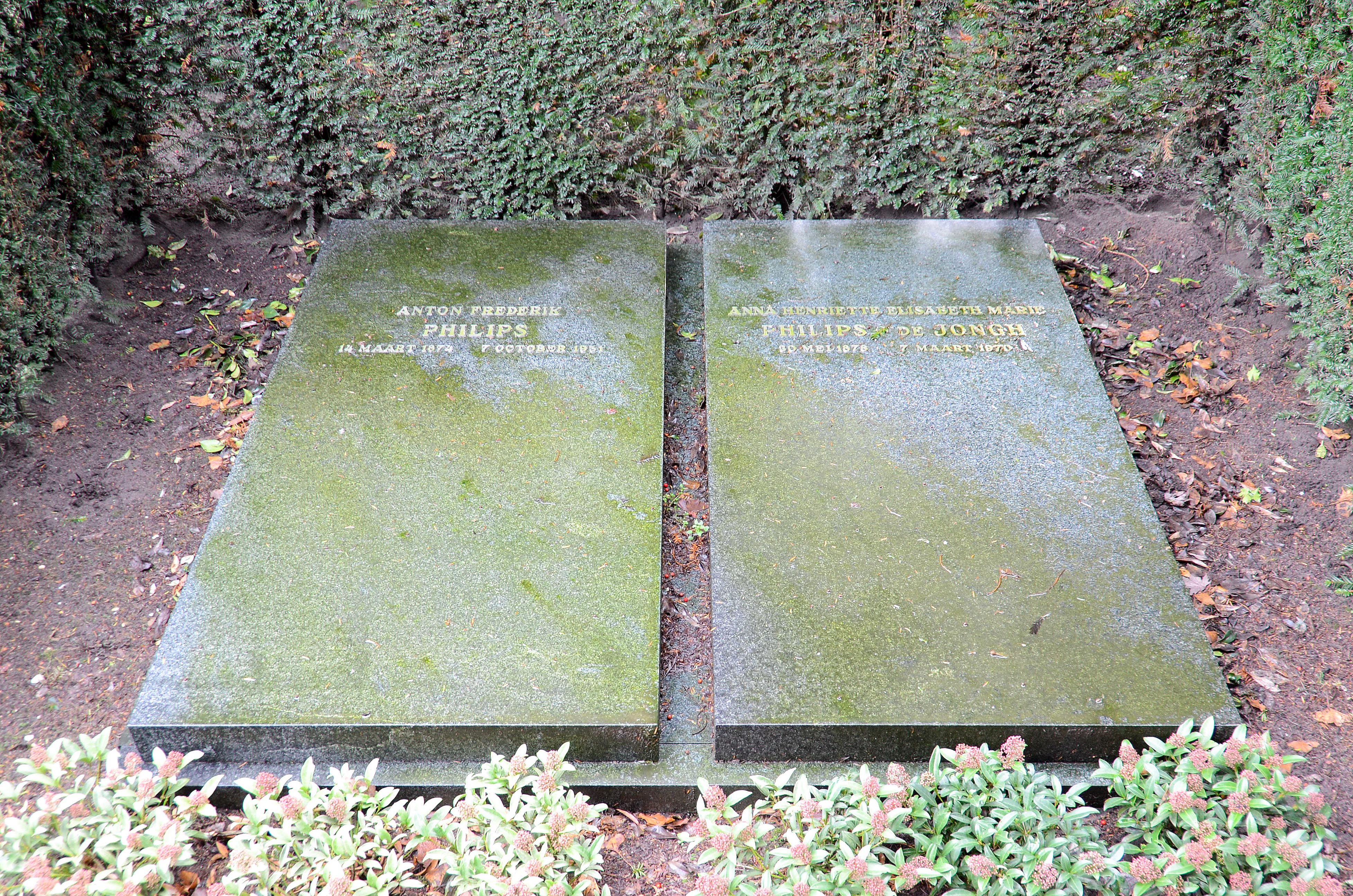
Anton Philips
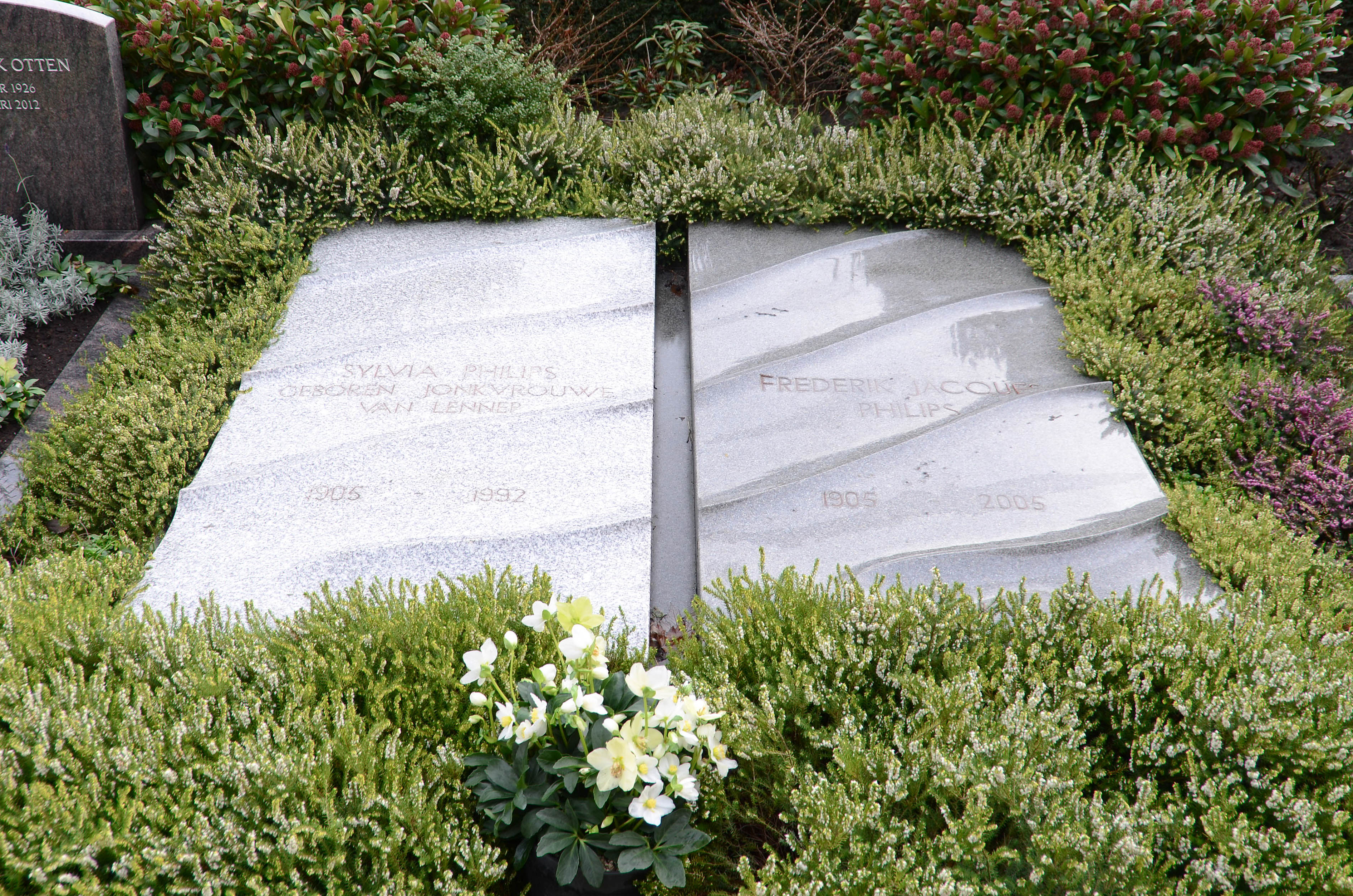
Frits Philips
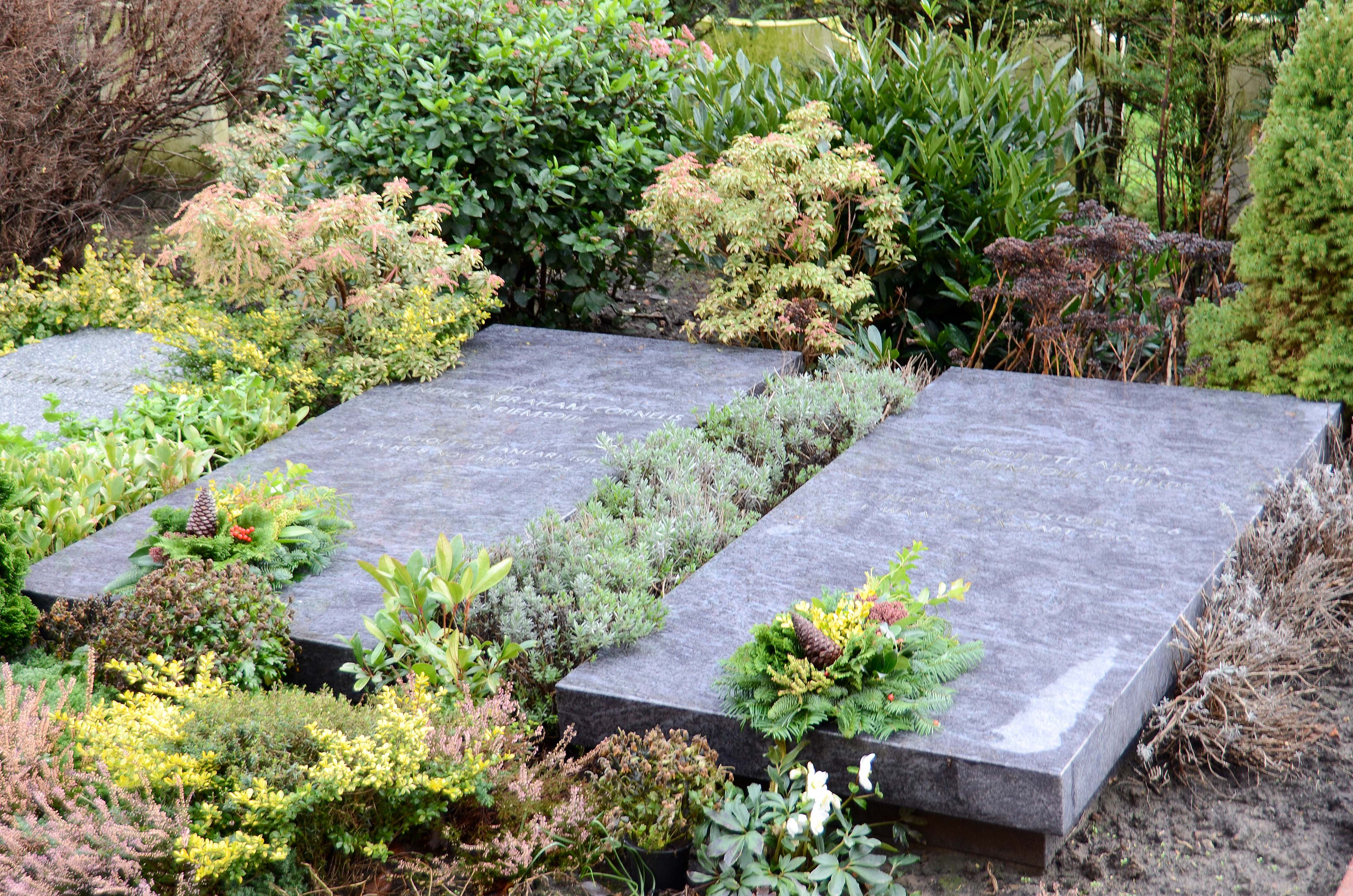
Henk van Riemsdijk
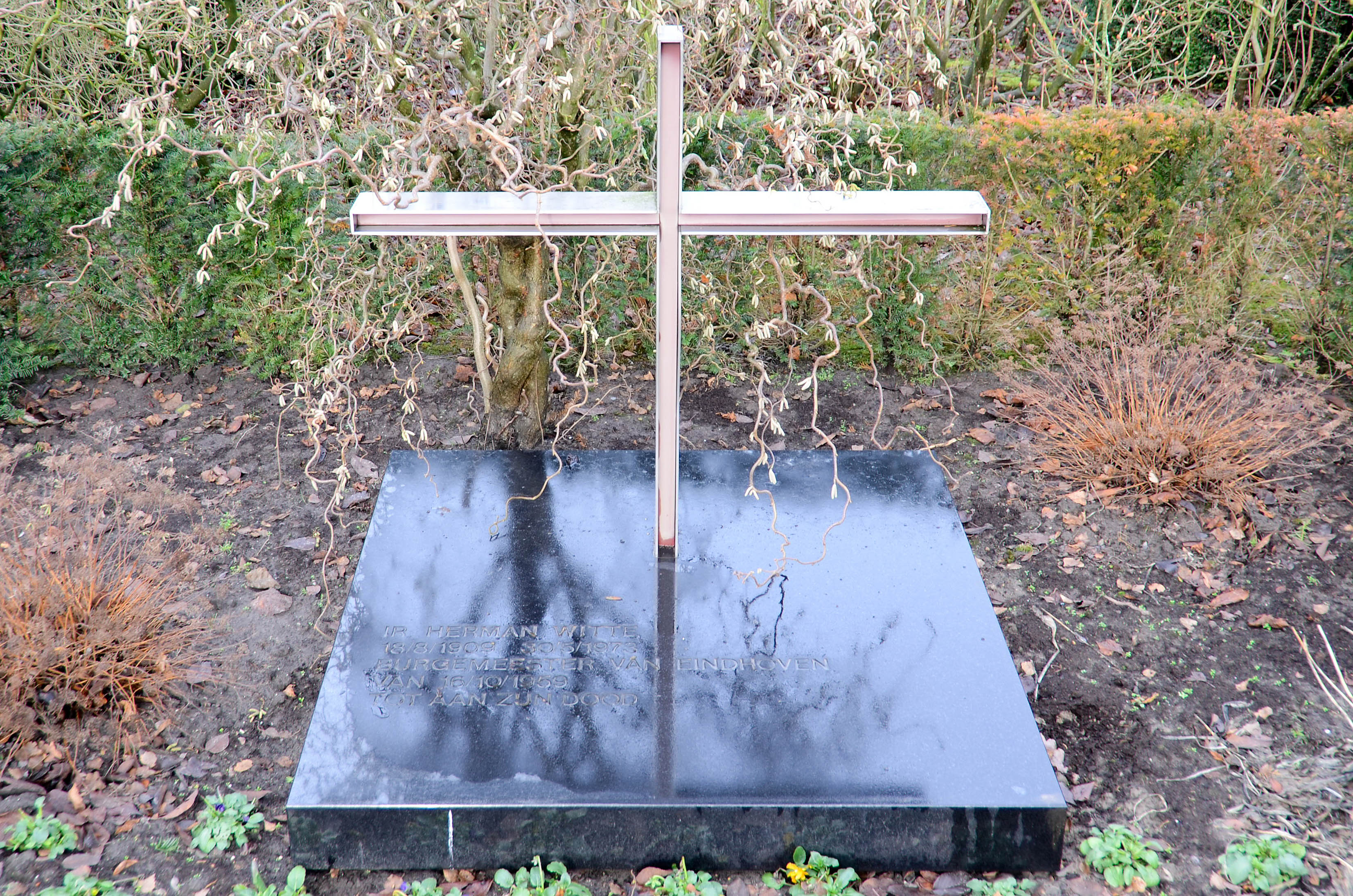
Herman Witte